# Kanurennsport-Europameisterschaften 1933
Die 1. Kanurennsport-Europameisterschaften fanden am 19. und 20. August 1933 auf der Moldau in der tschechoslowakischen Hauptstadt Prag statt. Veranstalter war die Internationale Repräsentantschaft Kanusport.
Es wurden Medaillen in sieben Disziplinen des Kanurennsports vergebe, davon sechs Wettbewerbe für Männer und einer für Frauen.

## Ergebnisse

### Männer

#### Canadier
| Event      | Gold                                      | Silber                                              | Bronze                                    |
| C-1 1000 m | Tschechoslowakei Bohumil Silný            | Tschechoslowakei Bohuslav Karlík                    | Deutsches Reich Otto Derdau               |
| C-2 1000 m | Tschechoslowakei Alois Cigner Karel Šanda | Tschechoslowakei Vladimír Syrovátka Jan Brzák-Felix | Deutsches Reich Hans Fürus Franz Bachmann |

#### Kajak
| Event                 | Gold                                        | Silber                                    | Bronze                                    |
| K-1 1000 m            | Deutsches Reich Helmut Cämmerer             | Schweden Nils Wallin                      | Deutsches Reich Willi Behnken             |
| K-1 10.000 m          | Deutsches Reich Ernst Krebs                 | Schweden Nils Wallin                      | Deutsches Reich Edi Kleckers              |
| K-1 10.000 m Faltboot | Österreich Gregor Hradetzky                 | Deutsches Reich Bernhard Eberle           | Deutsches Reich Hans Rein                 |
| K-2 10.000 m Faltboot | Deutsches Reich Franz Schneider Paul Wevers | Österreich Viktor Kalisch Karl Steinhuber | Deutsches Reich Günther Pfaff Josef Wörle |

### Frauen

#### Kajak
| Event     | Gold                         | Silber                                    | Bronze                           |
| K-1 600 m | Deutsches Reich Gussy Wenzel | Deutsches Reich Lieselotte Brettschneider | Tschechoslowakei Marta Pavlisová |

## Medaillenspiegel
| Rang   | Nation           | Gold | Silber | Bronze | Gesamt |
| ------ | ---------------- | ---- | ------ | ------ | ------ |
| 1      | Deutsches Reich  | 4    | 2      | 6      | 12     |
| 2      | Tschechoslowakei | 2    | 2      | 1      | 5      |
| 3      | Österreich       | 1    | 1      | —      | 2      |
| 4      | Schweden         | —    | 2      | —      | 2      |
| Gesamt | Gesamt           | 7    | 7      | 7      | 21     |